# Microdontomerus buprestae
Microdontomerus buprestae är en stekelart som beskrevs av Grissell 2005. Microdontomerus buprestae ingår i släktet Microdontomerus och familjen gallglanssteklar. Inga underarter finns listade i Catalogue of Life.